# Anubis (Algorithmus)
Anubis ist ein Blockchiffrieralgorithmus der von Vincent Rijmen und Paulo S. L. M. Barreto entwickelt wurde. Er verwendet eine Blockgröße von 128 Bit und Schlüssel mit Schlüssellängen von 128 bis 320 Bit. Die Standardschlüssellänge beträgt 128 Bit und kann innerhalb der vorgegebenen Grenzwerte in 32 Bit-Schritten verändert werden.
Anubis war einer der Kandidaten beim NESSIE-Projekt.
Die Anzahl der Runden ist von der Schlüssellänge abhängig (12 Runden bei 128 Bit Schlüssellänge bis zu 18 Runden bei 320 Bit). Der Anubis-Algorithmus ist nicht patentiert.
Anubis gehört zur selben Familie von Blockchiffren wie der Gewinner des AES Wettbewerbs RIJNDAEL.
Weil Anubis der Gott der Seelenführer ins Reich der Toten ist und die Toten in die Krypta (engl.: crypt) bringt, entschieden sich Vincent Rijmen und Paulo S. L. M. Barreto für diesen Namen. Zudem bedeutet das englische Wort „encrypt“ im Deutschen „verschlüsseln“.